# Alexei Wjatkin
Alexei Michailowitsch Wjatkin (russisch Алексей Михайлович Вяткин; * 25. Juli 1984 in Ust-Kamenogorsk, Kasachische SSR, Sowjetunion) ist ein ehemaliger kasachischer Eishockeyspieler, der für verschiedene Vereine in Russland und Kasachstan spielte.

## Karriere
Alexei Wjatkin begann seine Karriere als Eishockeyspieler in seiner kasachischen Heimat in der Nachwuchsabteilung von Torpedo Ust-Kamenogorsk. Als 18-Jähriger wechselte er 2002 nach Russland. Nach einem Jahr in der zweiten Mannschaft des HK Lada Toljatti in der drittklassigen Perwaja Liga, spielte er anschließend für ZSK WWS Samara, Juschny Ural Orsk, Neftjanik Leninogorsk und Kristall Saratow in der zweitklassigen Wysschaja Liga. 2007 kehrte er kurz nach Saisonbeginn in seine Geburtsstadt zurück und spielte für seinen inzwischen Kaszink-Torpedo genannten Stammverein ebenfalls in der Wysschaja Liga. Anfang 2010 wechselte er in die kasachische Meisterschaft zum HK Ertis Pawlodar, mit dem er 2012 kasachischer Vizemeister wurde. Nach diesem Erfolg kehrte er ein weiteres Mal zu Torpedo Ust-Kamenogorsk zurück, spielte aber zwischenzeitlich auch für den HK Astana und schlussendlichfür den HK Arystan Temirtau, bei dem er 2015 seine Karriere beendete.

### International
Im Juniorenbereich nahm Wjatkin an den U18-Weltmeisterschaften 2001 und 2002 und der U20-Weltmeisterschaft 2004 jeweils in der Division I teil.
Mit der kasachischen Nationalmannschaft spielte Wjatkin bei der Weltmeisterschaft 2008 in der Division I. Zudem vertrat er seine Farben bei der Olympiaqualifikation für die Winterspiele in Vancouver 2010.

## Erfolge und Auszeichnungen
- 2002 Aufstieg in die Top-Division bei der U18-Weltmeisterschaft der Division I